# The Secret (альбом Алана Парсонса)
The Secret — пятый сольный альбом Алана Парсонса, изданный в 2019 году, спустя 15 лет после выхода альбома A Valid Path. Первый с 1999 года альбом, записанный при участии бессменного гитариста The Alan Parsons Project Иэна Бернсона.

## Описание
The Secret является концептуальным альбомом, его тема — искусство волшебства. Альбом открывает кавер на композицию «Ученик чародея» Поля Дюка, записанный совместно с гитаристом Стивом Хэкеттом из группы Genesis. На буклете к альбому содержатся эпиграфы и иллюстрации к каждой композиции.
Это первый студийный альбом Алана Парсона за 15 лет.

## Список композиций
| №                   | Название                      | Музыка                                                       | Вокал                       | Длительность |
| ------------------- | ----------------------------- | ------------------------------------------------------------ | --------------------------- | ------------ |
| 1.                  | «The Sorcerer’s Apprentice»   | Поль Дюка, аранжировка Тома Брукса и Алана Парсонса          | инструментальная композиция | 5:44         |
| 2.                  | «Miracle»                     | Гай Эрец, Алан Парсонс, Энди Эллис                           | Джейсон Мраз                | 3:22         |
| 3.                  | «As Lights Fall»              | Дэн Трейси, Алан Парсонс                                     | Алан Парсонс                | 3:58         |
| 4.                  | «One Note Symphony»           | Тодд Купер, Алан Парсонс, Тони Брукс                         | Тодд Купер                  | 4:43         |
| 5.                  | «Sometimes»                   | Патрик Энтони Кэддик, Алан Парсонс                           | Лу Грэмм                    | 5:08         |
| 6.                  | «Soirée Fantastique»          | Тодд Купер, Алан Парсонс, Даг Пауэлл, Тони Брукс             | Тодд Купер и Алан Парсонс   | 5:27         |
| 7.                  | «Fly to Me»                   | Марк Микелл, Джефф Коулмэн, Алан Парсонс                     | Марк Микелл                 | 3:45         |
| 8.                  | «Requiem»                     | Тодд Купер, Даг Пауэлл, Бо Купер, Алан Парсонс               | Тодд Купер                  | 4:02         |
| 9.                  | «Years of Glory»              | Пи Джей Олссен, Алан Парсонс                                 | Пи Джей Олссен              | 4:05         |
| 10.                 | «The Limelight Fades Away»    | Джордан Хаффман, Дэн Трейси, Алан Парсонс                    | Джордан Хаффман             | 3:36         |
| 11.                 | «I Can’t Get There from Here» | Патрик Рид Джонсон, Дэвид Руссо, Джаред Махоун, Алан Парсонс | Джаред Махоун               | 4:38         |
| Общая длительность: | Общая длительность:           | Общая длительность:                                          | Общая длительность:         | 48:20        |

## Критика
| Оценки критиков | Оценки критиков |
| Источник        | Оценка          |
| --------------- | --------------- |
| AllMusic        | [ 2 ]           |
| InRock          | [ 3 ]           |
| Louder          | (положительно)  |
| Spill           | [ 4 ]           |
| The Prog Report | (положительно)  |

Дмитрий Кошелёв в рецензии для журнала InRock поставил альбому высшую оценку и назвал его «одним из главных рок-релизов 2019 года», заявив: «несмотря на [многочисленные отсылки], альбом слушается как новое самостоятельное произведение Художника, выработавшего свой почерк». Грант Мун из Louder назвал альбом «гладким, прекрасно спродюсированным развлечением и достойным поздним дополнением к репертуару Парсонса». Аарону Бэджли из журнала Spill альбом напомнил ранее творчество The Alan Parsons Project; рецензент отметил, что альбом придётся по вкусу старым фанатам группы. Стивен Томас Эрлевайн в рецензии для AllMusic назвал альбом «неожиданным воскрешением мягкой стороны творчества Парсонса» и особенно отметил композицию «Miracle».